# Ocean Terminal (Hong Kong)

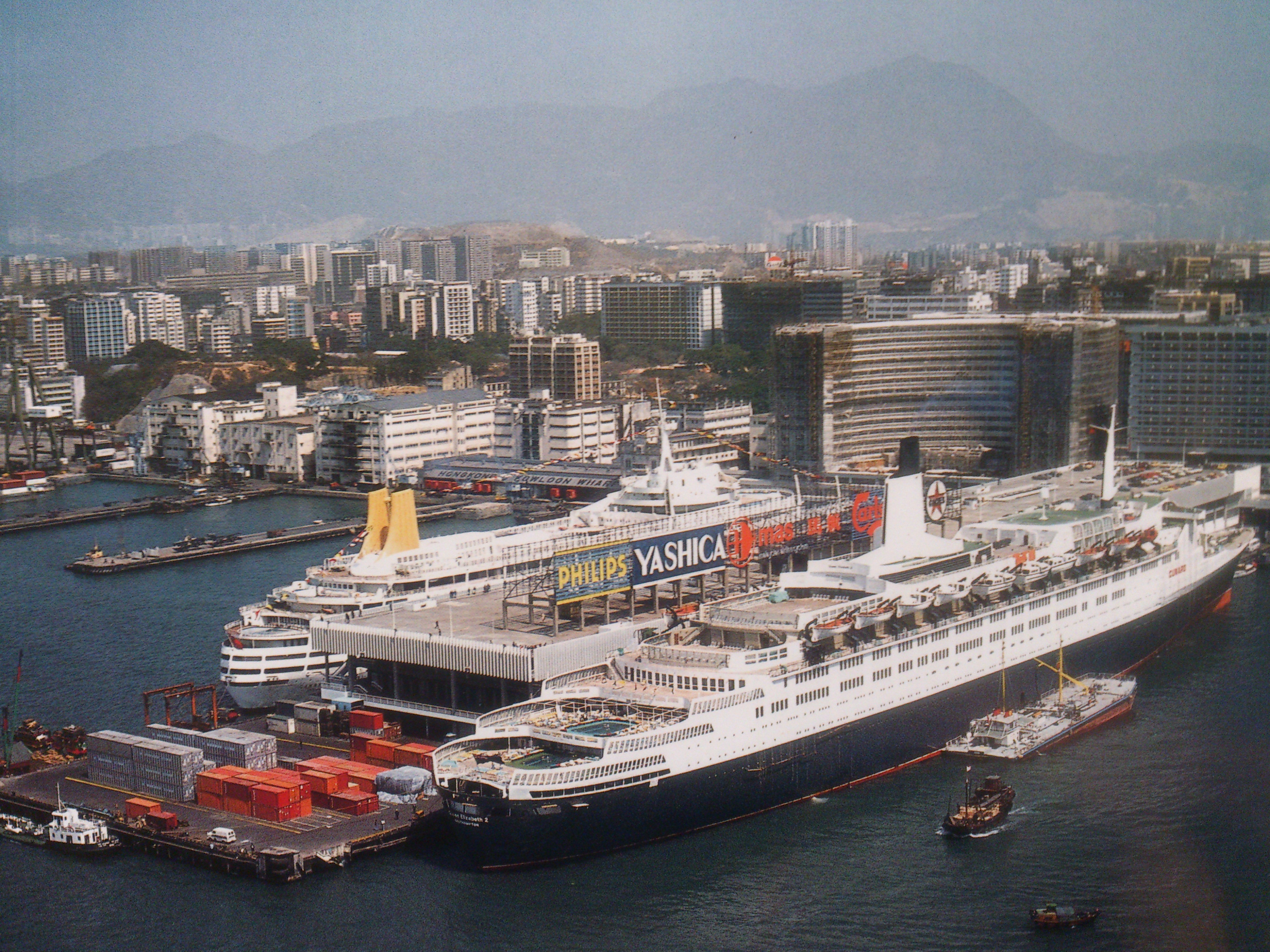
Ocean Terminal entre deux navires de croisière.

Ocean Terminal (海運大廈) est un terminal maritime de passagers de Hong Kong accueillant des navires de croisière et un centre commercial. Il est situé sur Canton Road (zh) dans le quartier de Tsim Sha Tsui.

## Histoire
L'emplacement d'Ocean Terminal était autrefois un quai (embarcadère de la Star Ferry, quai et entrepôt de Kowloon) sur la rive ouest de Tsim Sha Tsui. Reconstruit et agrandi pour être utilisé comme terminal de croisière, il abrite également en son sein un centre commercial à plusieurs étages. Ocean Terminal est inauguré le 22 mars 1966 pour un coût de 70 millions HK$. Ses 112 magasins en ont fait le « plus grand centre commercial » de Hong Kong. C'est aujourd'hui le premier centre commercial de Hong Kong.
En 1987, il est rebaptisé en même temps que les bâtiments voisins « quai de Harbour City (en) ». Ocean Terminal est aujourd'hui possédé par la Wharf Holdings.

## Transport lourd
Les deux postes d'amarrage de Ocean Terminal peuvent accueillir des navires jusqu'à 50 000 tonnes. Entre 2001 et 2006, quelque 11 navires de croisière ont dû accoster en mi-parcours (en) et aux terminaux à conteneurs car Ocean Terminal ne pouvait pas répondre à la demande du marché.

## Galerie

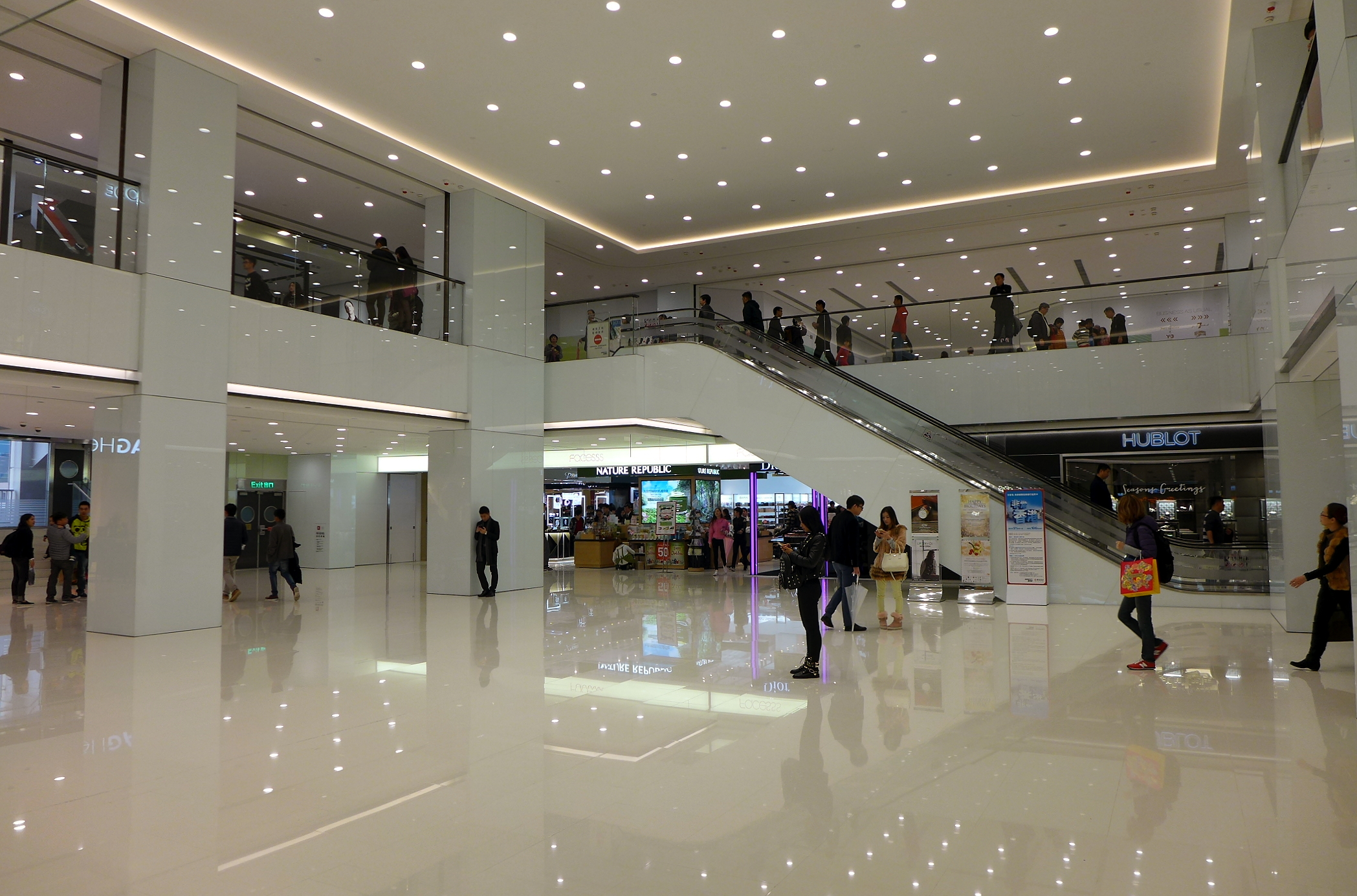
L'atrium en 2014 après rénovation.
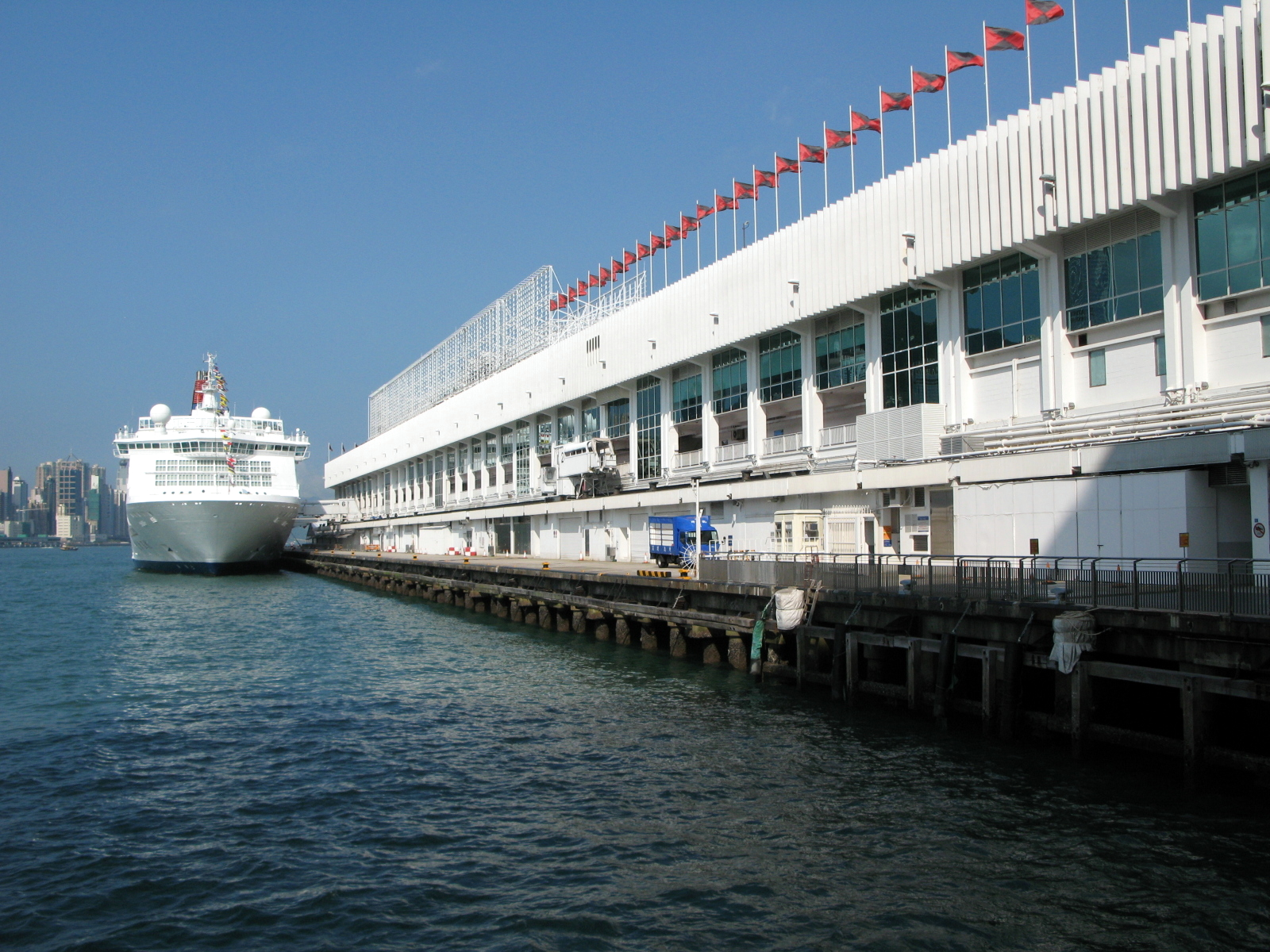
Un bateau de croisière approchant du terminal.
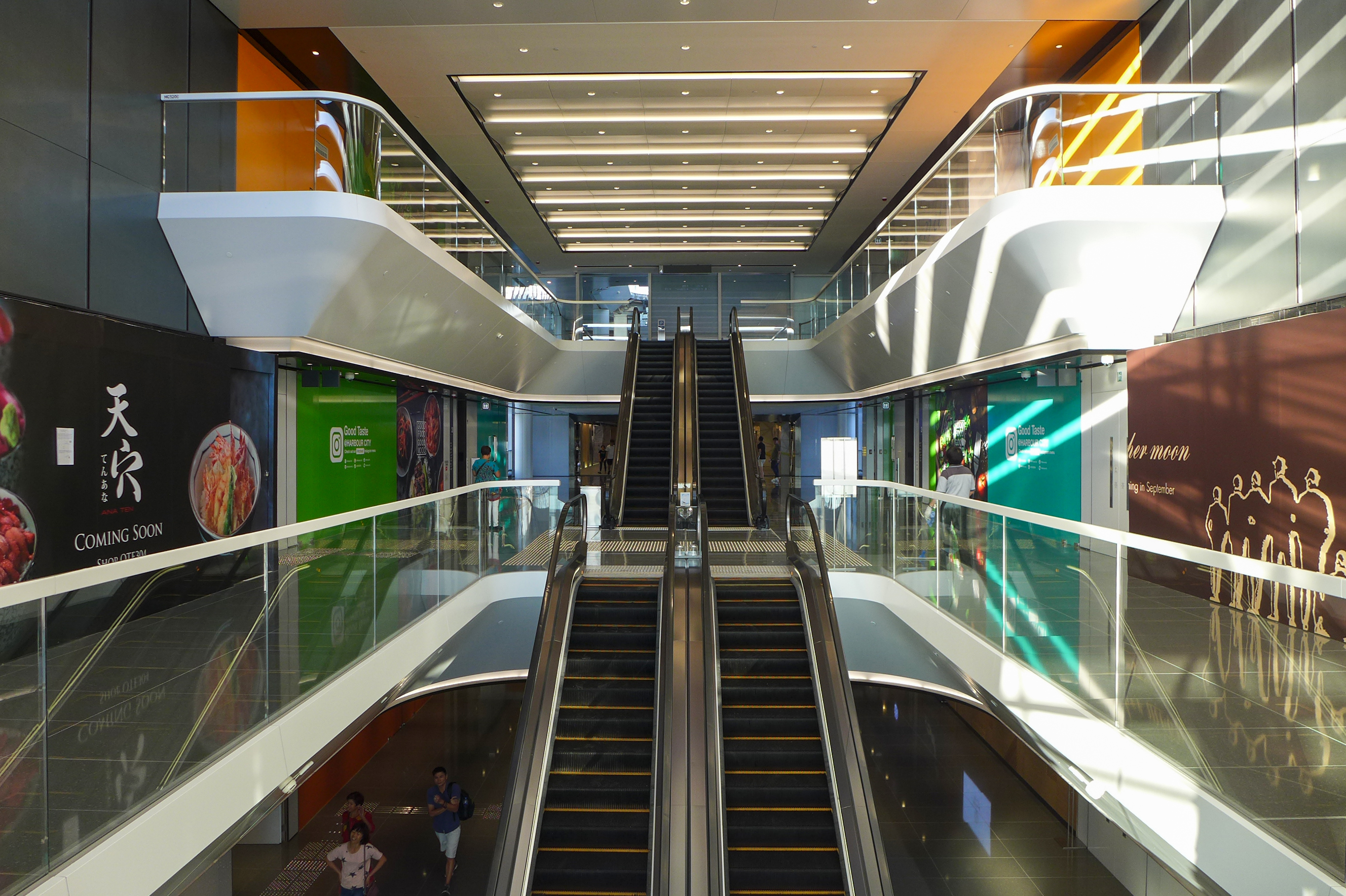
Extension de Ocean Terminal achevée en juillet 2017.
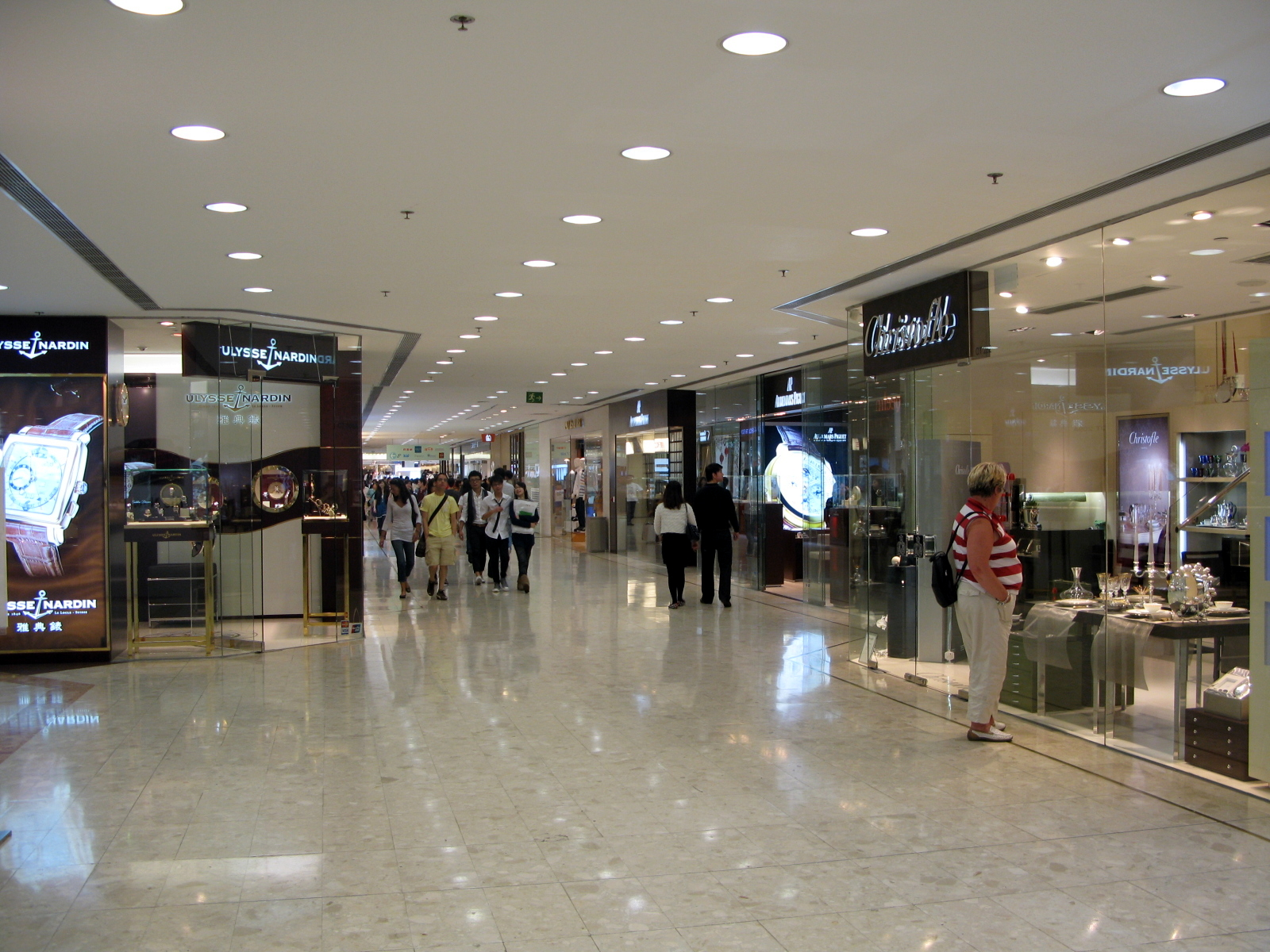
Galerie marchande.
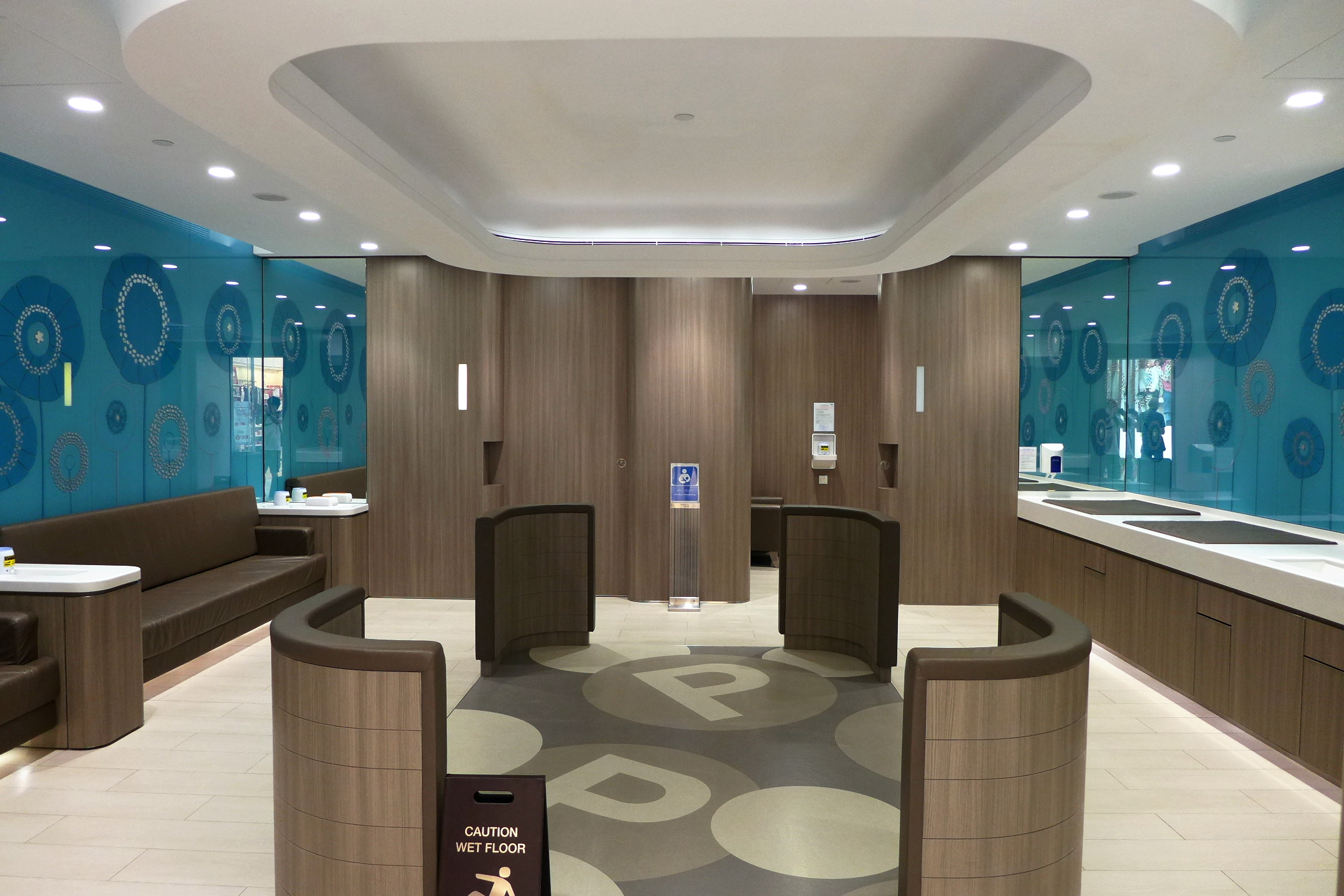
Salle pour bébés.
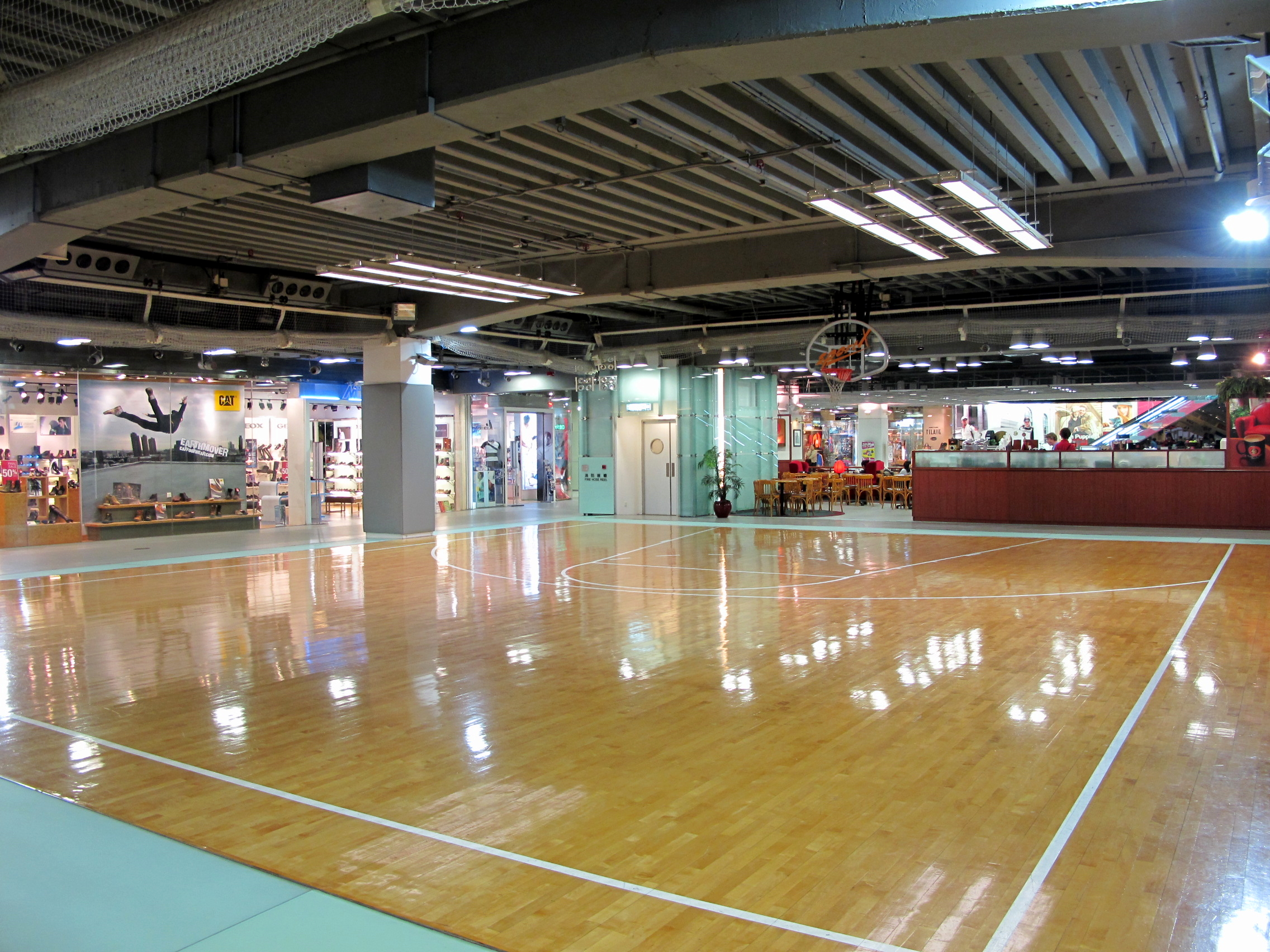
Demi-terrain de basket à l'intérieur de la galerie marchande.
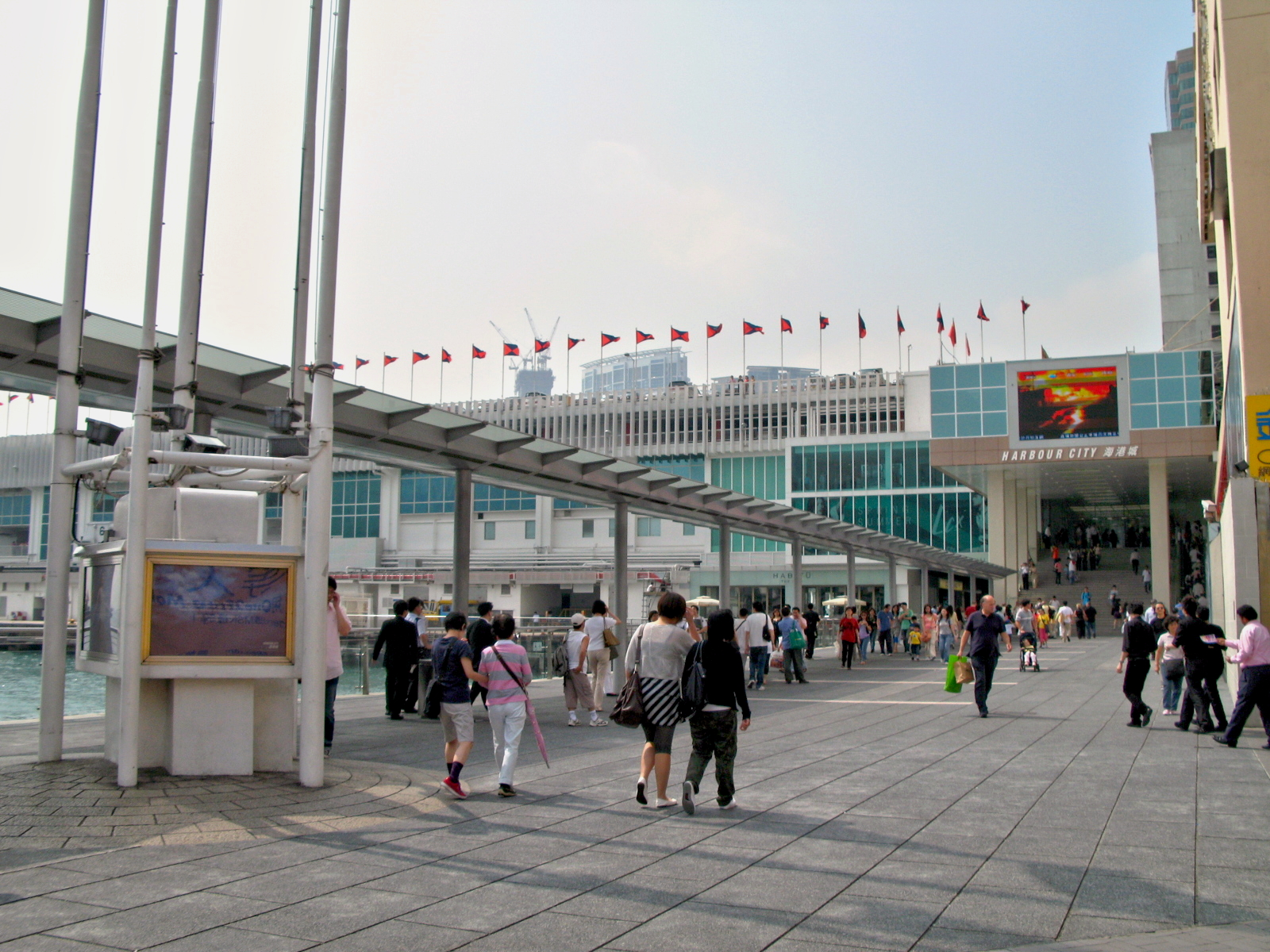
Passage d'entrée couvert après reconstruction.
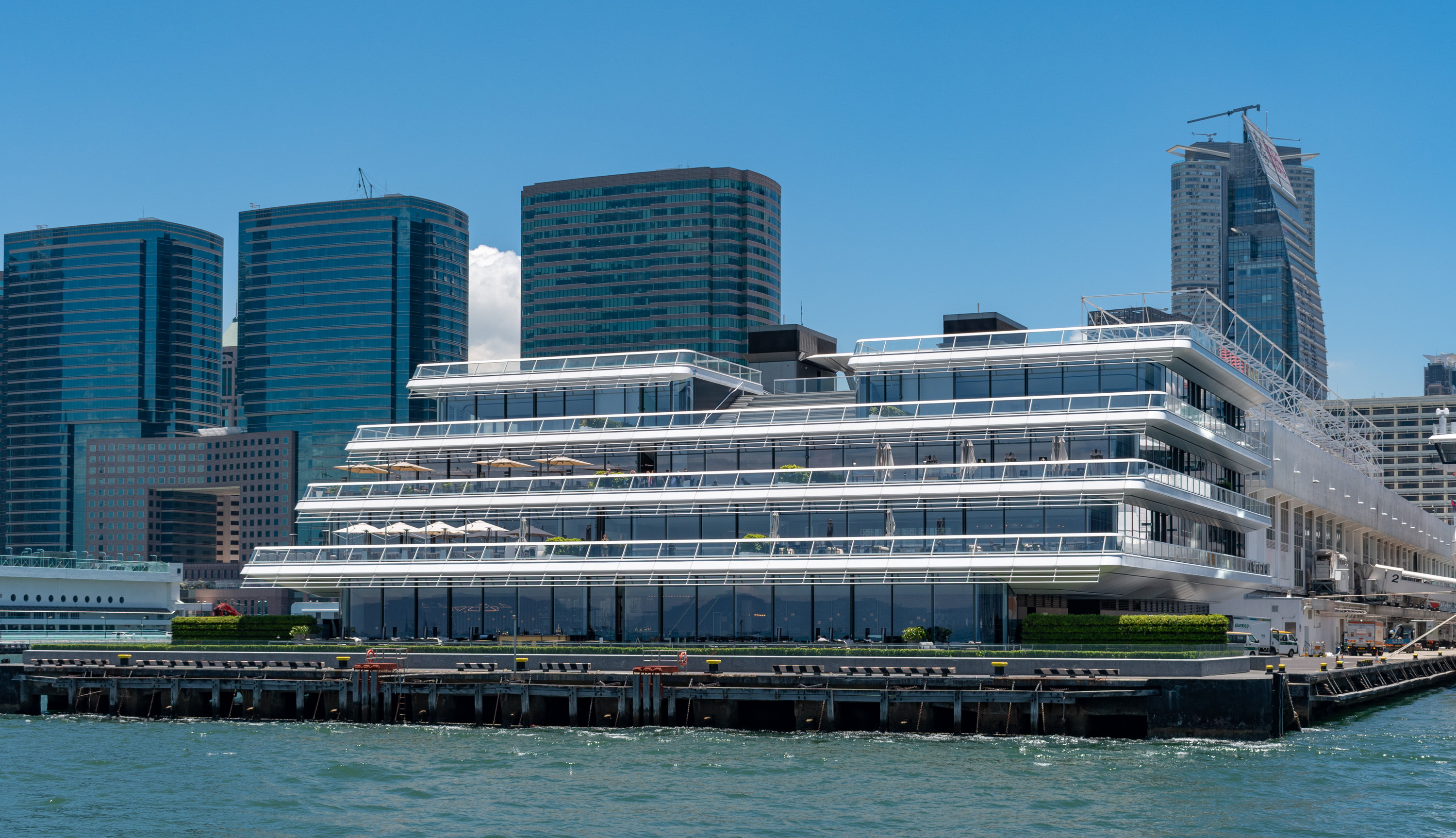
Expansion moderne de Ocean Terminal.
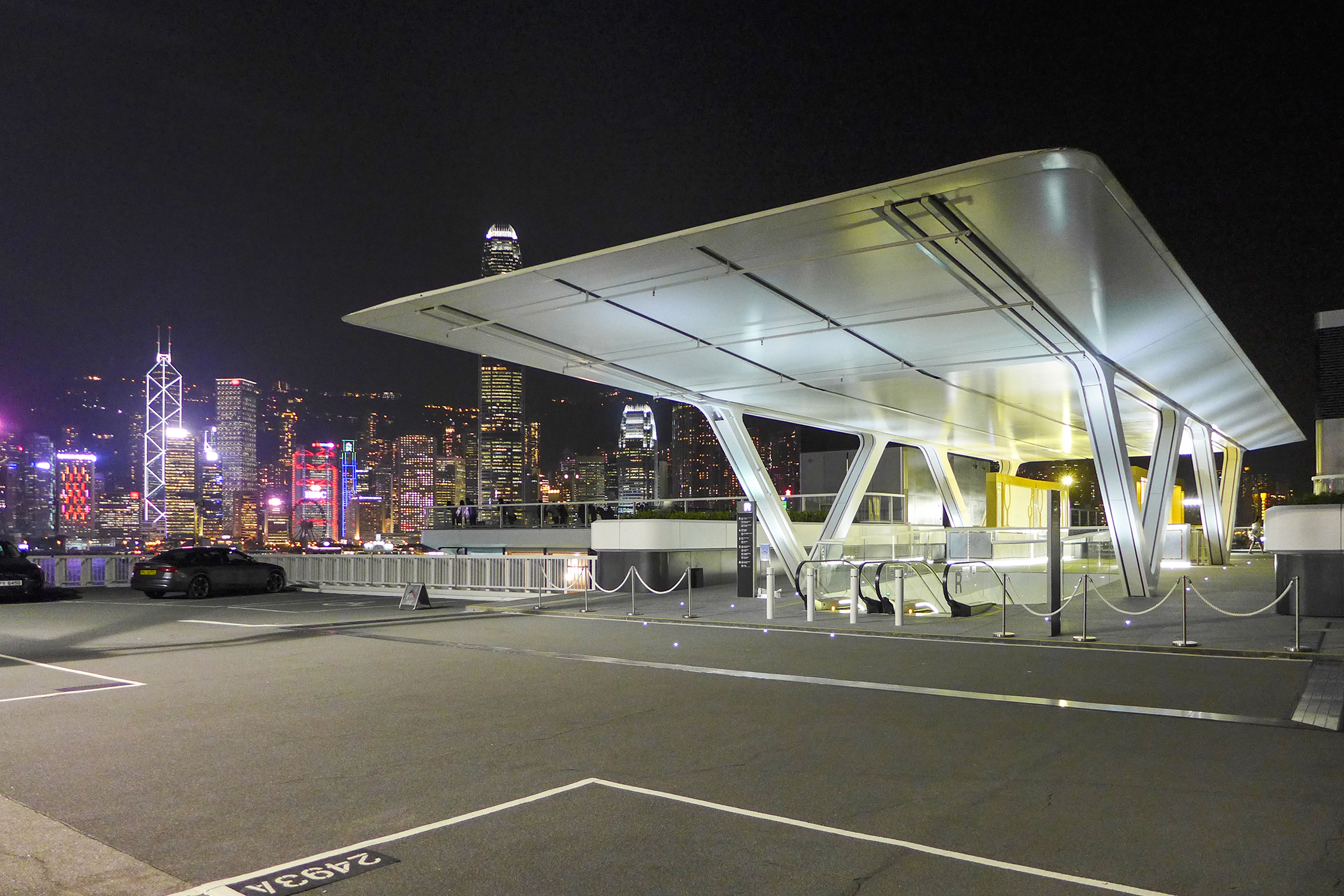
Accès au toit où se trouve un parking.
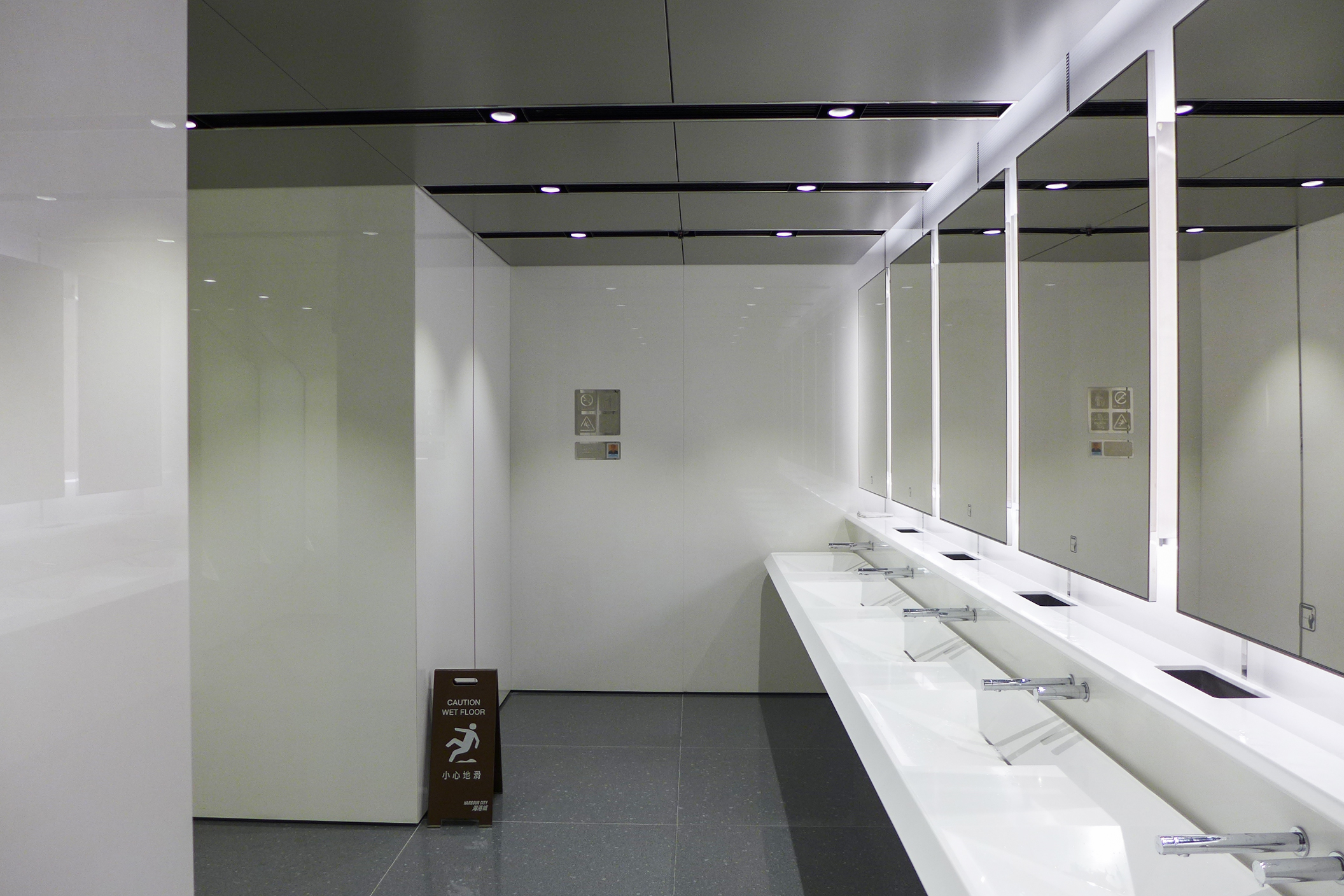
Toilettes publiques.